# Svea hovrätt
Svea hovrätt är en svensk allmän domstol med säte i Stockholm. Domstolen är hovrätt och därmed andra instans för överklagade mål från tingsrätter i Stockholms, Uppsala, Södermanlands, Gotlands, Västmanlands och Dalarnas län. Vid domstolen finns även två särskilda domstolar: mark- och miljööverdomstolen  och patent- och marknadsöverdomstolen.
Totalt består domstolen av åtta dömande avdelningar och en administrativ enhet, vilket gör Svea hovrätt till den största av de sex hovrätterna i Sverige. Svea hovrätt är också störst i bemärkelsen att vara den hovrätt med flest antal tingsrätter i domkretsen.
Svea hovrätt inrättades 1614 som landets första hovrätt och var då den högsta rättsliga instansen under konungen och riksrådet, fram till inrättandet av Högsta domstolen 1789. Den är således Sveriges äldsta existerande överrätt.[källa behövs] Idag finns hovrättens verksamhet i huvudsak i fem äldre byggnader på Riddarholmen i Stockholm: Wrangelska palatset, Stenbockska palatset, Hessensteinska palatset, Schering Rosenhanes palats och Gamla auktionsverket. I nära anslutning till domstolens lokaler finns även Justitiekanslern, Högsta domstolen, Högsta förvaltningsdomstolen och Kammarrätten i Stockholm.

## Historik
Gustav II Adolf lade till 1614 års riksdag fram ett förslag om att inrätta en "konungslig Hofrätt och öfversta dom" i Stockholm, som skulle äga makt att döma konungens dom, både i konungens närvaro som frånvaro. Den fick namnet Supremi in Regno Sveciæ Iudicii eller Högsta domstolen i Konungariket Sverige.
Något överklagande av domarna skulle inte få äga rum. Den rättegångsordnantian som utfärdades samma år bestämde i enlighet med detta förslag och domstolen fick namnet Svea hovrätt. Däremot skedde inget tydligt fastslagande av att ingen överprövning av hovrättens dom skulle kunna ske. I den 1615 utfärdade rättegångsprocessen fanns regler som tvärtom innebar att konungen behöll sin domsrätt och kunde överpröva hovrättens domar. Denna domsrätt utövades till en början i riksrådet, sedan av riksrådet (Justitierevisionen) och från 1789 av Högsta domstolen, som inrättades detta år.

### Förändringar i domkretsen
Vid skapandet av Svea hovrätt omfattade domkretsen hela Sverige, men efter hand har delar av domkretsen överförts till nya hovrätter. År 1623 inrättades Åbo hovrätt som hovrätt för Finland. År 1634 inrättades Göta hovrätt i Jönköping som hovrätt för Götaland och till 1816 Värmland. År 1936 inrättades Hovrätten för Övre Norrland i Umeå och 1948 inrättades Hovrätten för Nedre Norrland i Sundsvall.
Den 1 juli 1976 överfördes Gävle och Sandvikens tingsrätter från Svea hovrätts domkrets till Hovrätten för Nedre Norrlands domkrets. Den 1 juli 1992 överfördes hela Örebro län från Svea hovrätts domkrets till Göta hovrätts domkrets.

## Hovrättspresidenter
Följande personer har varit hovrättspresident i Svea hovrätt sedan domstolen inrättades 1614. Presidenten i Svea hovrätt var enligt rangrullan innehavare av Sveriges främsta juridiska ämbete.[vilken period avses?]

### 1600-talet
- 1614–1633: Magnus Brahe
- 1633–1640: Gabriel Gustafsson Oxenstierna
- 1641–1661: Per Brahe
- 1661–1668: Seved Bosson Bååt
- 1668–1673: Johan Nilsson Gyllenstierna
- 1674–1677: Bengt Horn
- 1677–1680: Knut Jönsson Kurck
- 1680–1682: Magnus Gabriel De la Gardie
- 1682–1695: Gustaf Adolph De la Gardie
- 1695–1703: Lars Wallenstedt

### 1700-talet
- 1703–1714: Gabriel Falkenberg
- 1715–1716: Reinhold Johan von Fersen
- 1718–1723: Carl Gyllenstierna
- 1723: Gabriel Stierncrona
- 1723–1731: Pehr Scheffer
- 1731–1736: Hans von Fersen
- 1736–1743: Otto Reinhold Strömfelt
- 1743–1750: Carl Frölich
- 1750–1751: Carl Gustaf Löwenhielm
- 1751–1753: Henrik Hammarberg
- 1753–1768: Johan Gerdesköld
- 1768–1772: Adam Fredenstjerna
- 1772–1787: Johan Rosir
- 1787–1810: Carl Axel Wachtmeister

### 1800-talet
- 1810–1826: Henning Adolph von Strokirch
- 1826–1833: Josua Sylvander
- 1833–1835: Jonas Evelius
- 1836–1845: Eric Gabriel von Rosén
- 1845–1856: Carl Eric Isberg
- 1856–1867: Gustaf Adolph Vive Sparre
- 1867–1870: Ludvig Theodor Almqvist
- 1870–1880: Louis Gerhard De Geer
- 1880–1889: Karl Johan Berg
- 1889–1899: Nils Henrik Vult von Steyern
- 1899–1910: Erik Elliot

### 1900-talet
- 1910–1918: Ivar Afzelius
- 1918–1920: Hjalmar Westring
- 1920–1931: Erik Marks von Würtemberg
- 1923–1924: Rasmus Hansson (tillförordnad)
- 1931–1946: Birger Ekeberg
- 1946–1950: Arthur Lindhagen
- 1950–1957: Harry Guldberg
- 1957–1963: Herman Zetterberg
- 1963–1967: Sture Petrén
- 1967–1983: Sten Rudholm
- 1983–1995: Birgitta Blom
- 1996–2007: Johan Hirschfeldt

### 2000-talet
- 2008–2018: Fredrik Wersäll
- 2018–2023: Anders Perklev
- 2023: Petra Lundh
- 2023–2024: Monika Sörbom (tillförordnad)
- 2024–(nuvarande): Mari Heidenborg